# José León Rivera
José Raguberto León Rivera (San José, 30 de marzo de 1952) es un ingeniero agrónomo y político peruano. Fue congresista de la República por la La Libertad en el periodo 2011–2016 y ministro de Agricultura durante el gobierno de Alejandro Toledo.

## Datos biográficos
Estudió la primaria y secundaria en el CE San José de Pacasmayo en La Libertad. Concluidos sus estudios secundarios se traslada a Lambayeque donde ingresa a la facultad de Ingeniería de la Universidad Nacional Pedro Ruiz Gallo. En abril de 1971 inicia sus estudios de Ingeniería Agronómica y los concluye en diciembre de 1978.
De 1995 a 1996, fue Gerente del Banco Agrario del Perú. En enero de 2009 viaja Washington, Estados Unidos, para estudiar el Curso de Especialización de Gobernabilidad, Marketing y Política en la George Washington University. En diciembre del mismo año concluye su especialidad y regresa al Perú.

## Vida política
En octubre de 2002 es nombrado Presidente Ejecutivo del Consejo Transitorio de Administración Regional (CTAR) en La Libertad, cargo que ocupa hasta julio del 2003. Posteriormente, fue Presidente Ejecutivo del Proyecto Especial Chavimochic (PECH), Director del Proyecto Especial de Titulación de Tierras (PETT) y Presidente del Directorio de la Empresa Agroindustrial Casa Grande.
Postuló al Congreso de la República tanto en las elecciones generales de 2001 y participó en las elecciones regionales del 2002. También en las elecciones regionales del 2006 como candidato a la Presidencia Regional de La Libertad por Perú Posible sin obtener la elección.

### Ministro de Agricultura
Durante el gobierno de Alejandro Toledo, fue nombrado como ministro de Agricultura, cargo que ocupó desde octubre de 2003 hasta junio del 2004. Al finalizar su periodo en el Consejo Ministerial, pasó a formar parte del Despacho Presidencial como Asesor de Toledo, desde octubre de 2005 hasta julio de 2006. Desde agosto de 2007 hasta agosto de 2009 se desempeñó como Secretario Nacional Descentralizado de La Libertad por el partido Perú Posible.
Postuló a la Presidencia Regional de La Libertad en las elecciones regionales del 2010 por la Alianza Súmate – Perú Posible.

### Congresista
En las elecciones generales del 2011, fue elegido como congresista de la República por la La Libertad para el periodo 2011–2016.